# Vincetoxicum rockii
Vincetoxicum rockii là một loài thực vật có hoa trong họ La bố ma. Loài này được (M.G. Gilbert & P.T. Li) Liede miêu tả khoa học đầu tiên năm 1996.